# Il secondo cuore
| Recensione    | Giudizio |
| ------------- | -------- |
| MelodicaMente |          |

Il secondo cuore è il quattordicesimo album in studio della cantautrice italiana Paola Turci, pubblicato il 31 marzo 2017 dall'etichetta Warner Music Italia.

## Descrizione
L'album è stato anticipato dal singolo Fatti bella per te pubblicato in radio il 9 febbraio 2017, con il quale l'artista ha partecipato al Festival di Sanremo 2017 classificandosi al quinto posto. Il disco è stato prodotto da Luca Chiaravalli e vede Paola Turci nelle vesti di co-autrice di tutti i brani, con la sola eccezione di Un'emozione da poco, cover del brano del 1978 di Anna Oxa presentata dalla cantante durante la serata del Festival di Sanremo 2017 dedicata alle cover, dove si è classificata al secondo posto. Il secondo singolo estratto dall'album è il brano La vita che ho deciso. Il terzo singolo estratto dall'album è il brano Un'emozione da poco.
Il 29 settembre è stato pubblicato l'inedito Off-Line, che anticipa la re-edizione dell'album Il secondo cuore (New Edition) pubblicata il 27 ottobre. Il 19 gennaio 2018 entra in rotazione radiofonica il quinto singolo Eclissi.

## Tracce
1. Fatti bella per te – 3:32
2. La prima volta al mondo – 3:23
3. Ci siamo fatti tanti sogni – 3:14
4. Un'emozione da poco – 2:51
5. La vita che ho deciso – 3:29
6. Combinazioni – 3:47
7. Sublime – 3:49
8. Nel mio secondo cuore – 4:50
9. Tenerti la mano è la mia rivoluzione – 3:26
10. La fine dell'estate – 3:18
11. Ma dimme te – 4:01

Il secondo cuore (New Edition)
1. Off-Line – 3:32
2. Eclissi – 3:14
3. Al posto giusto – 3:29
4. Fatti bella per te – 3:32
5. La prima volta al mondo – 3:23
6. Ci siamo fatti tanti sogni – 3:14
7. Un'emozione da poco – 2:51
8. La vita che ho deciso – 3:29
9. Combinazioni – 3:47
10. Sublime – 3:49
11. Nel mio secondo cuore – 4:50
12. Tenerti la mano è la mia rivoluzione – 3:26
13. La fine dell'estate – 3:18
14. Ma dimme te – 4:01

## Classifiche
| Classifica (2018) | Posizione massima |
| ----------------- | ----------------- |
| Italia            | 2                 |
| Italia (vinili)   | 1                 |